# Spudaiogeloion

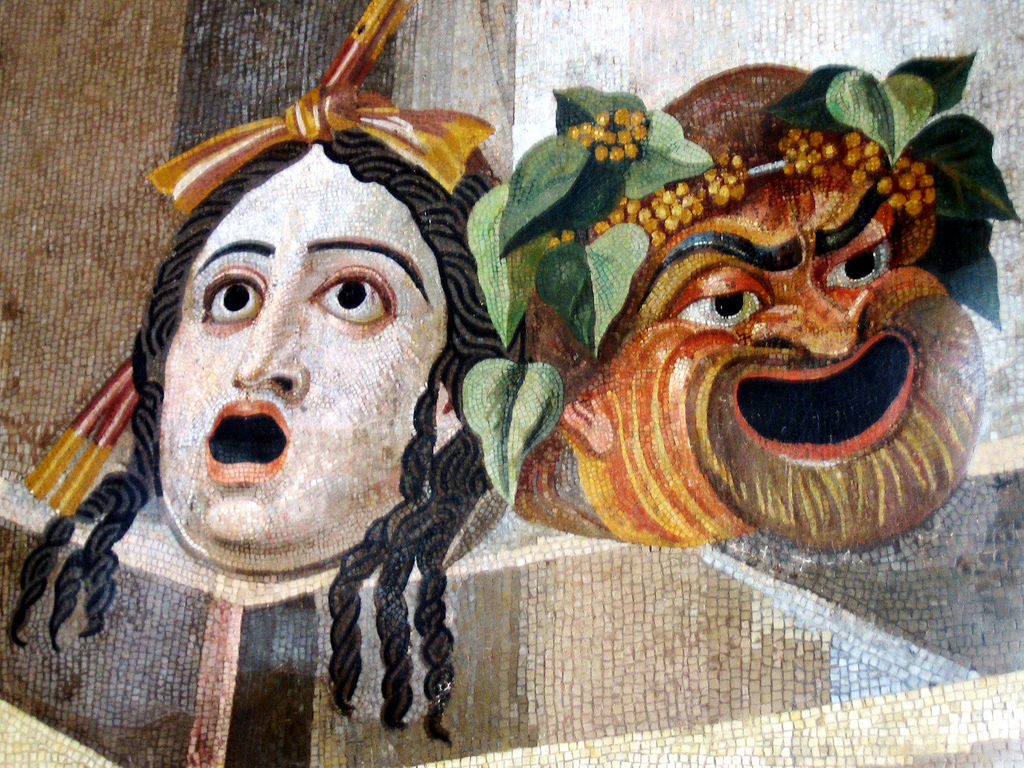
Le maschere di tragedia e commedia; il connubio di registri stilistici è all'origine dello spudaiogeloion

Lo spudaiogeloion (dal greco antico σπουδαῖος, serio, e γέλοιος o γελοῖος, comico) è una tecnica letteraria molto utilizzata nelle letterature antiche. In italiano è anche noto come serio-faceto; esso rappresenta l'alternanza, in una stessa opera, di un linguaggio piuttosto elevato (anche in poesia) e di un linguaggio comico. Tale stile era comunque evitato dalla grande maggioranza degli intellettuali e dei letterati poiché andava a mescolare differenti registri stilistici e non rispettava le unità aristoteliche; infatti il linguaggio, seppur non venga direttamente trattato da Aristotele, era ritenuto elemento significativo per contraddistinguere i vari generi.

## Caratteristiche
Lo spudaiogeloion nasce come una sorta di "ibrido letterario"; la sua caratteristica saliente è infatti il connubio di vari registri stilistici e l'alternanza di essi all'interno della stessa opera, sia essa in poesia o in prosa. 
Molto spesso, anzi, lo spudaiogeloion si lega alla tecnica del prosimetrum, l'alternanza di prosa e poesia tipica della satira menippea, utilizzato da Seneca (nelle cui opere si possono, difatti, rintracciare le due tecniche) e in opere più moderne come la Vita Nuova di Dante (in cui lo spudaiogeloion è completamente inutilizzato).

## La tecnica nella letteratura

### Le origini

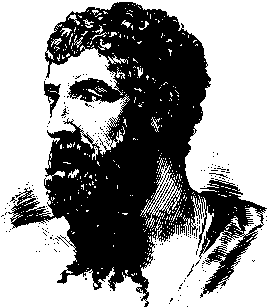
Il commediografo greco antico Aristofane

Per rintracciare le origini del serio-faceto è necessario risalire alla commedia antica greca; uno dei primi esempi di spudaiogeloion può essere visto nella produzione aristofanea. Le Rane (Βὰτραχοι) costituisce forse la prima opera in cui è presente questa tecnica. I personaggi di Dioniso e Xantia si presentano in un dialogo molto scurrile, tipico dell'aischrologhia del teatro di Aristofane, e si contrappone loro la tenzone poetica tra Eschilo e Euripide (è comunque da notare la prevalenza del comico nello stile di Aristofane). In Pace la grande abilità poetica nel descrivere la campagna, paradiso ormai perduto, si contrappone a nuove forme di aischrologhia.
Altri esempi di spudaiogeloin nella letteratura greca antica si ritrovano in Platone (nelle opere come il Gorgia), nel Simposio di Senofonte, e via via nella produzione comica; la produzione letteraria che più utilizzerà questa tecnica sarà comunque quella cinica. La filosofia cinica, combinandosi con la stoica darà infatti luogo alla diàtriba (appunto cinico-stoica); anch'essa utilizzerà molto spesso il serio-faceto.

### Il serio-faceto latino
La letteratura latina riprende lo spudaiogeloion in molte opere. Innanzitutto con Menippo, autore delle Saturae Menippeae, che influenzerà vari autori, tra cui Seneca e Petronio. Dopo di lui Orazio e Giovenale costituiscono importanti esempi al riguardo. Interessante è l'Apokolokyntosis senecano, l'unica satira menippea giunta fino a noi, che quindi, come tale, combina lo spudaiogeloion con il prosimetrum (prosimetro); sempre nella letteratura imperiale ritroviamo tale tecnica nel Satyricon di Petronio che, com'è noto, riprende, rielabora e ribalta (anche in forma provocatoria e pungente) moltissimi generi precedenti, non solo la satira menippea ma anche l'epos e il romanzo greco.

### Il Medioevo e l'evoluzione dello spudaiogeloion

#### La "rivoluzione" del comico dantesco

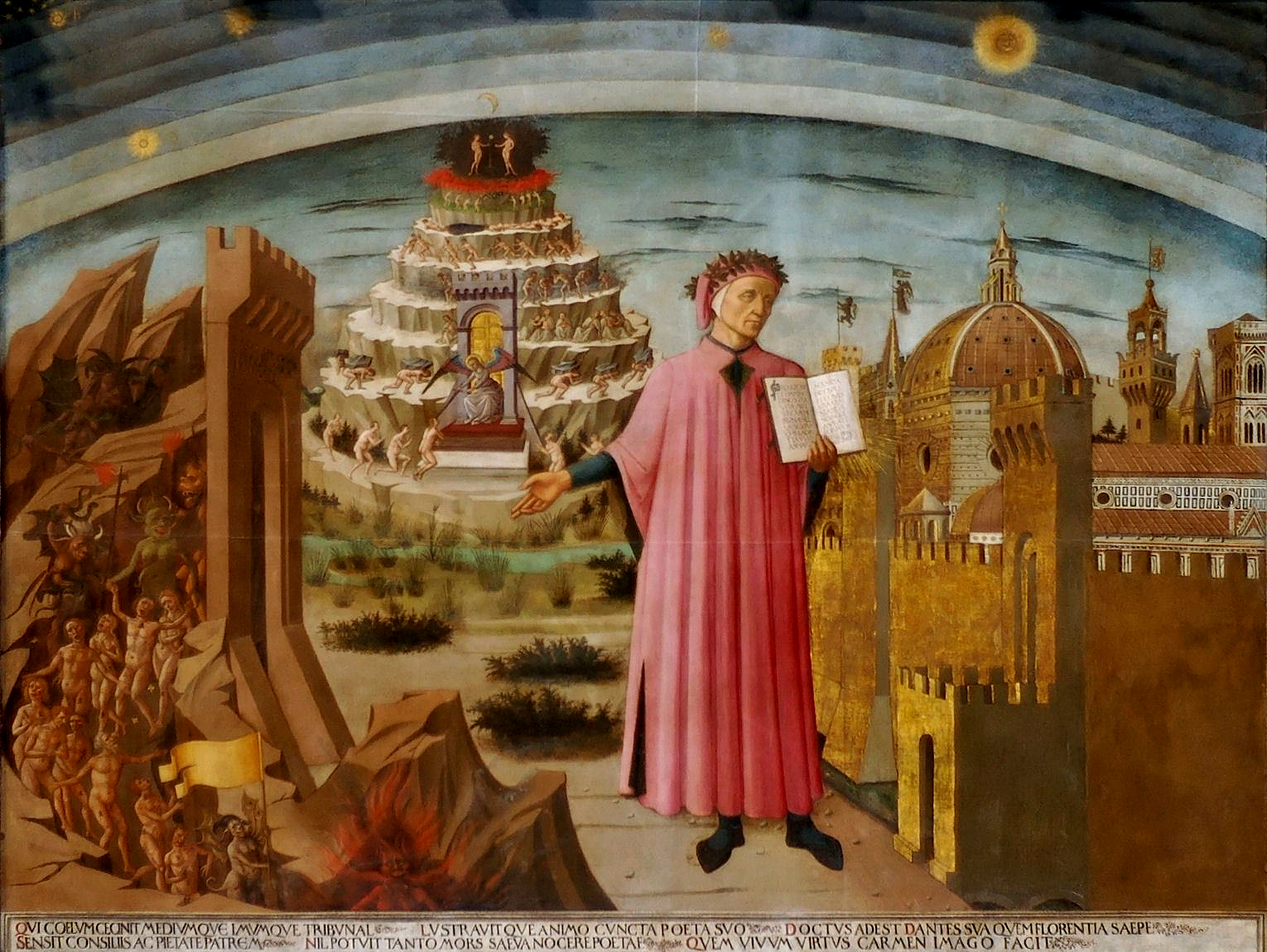
Dante Alighieri e il suo poema

Nella letteratura italiana una sorta di spudaiogeloion può essere visto nella Commedia dantesca, anche se naturalmente sono necessarie le dovute contestualizzazioni. Lo stesso titolo rievoca l'innalzamento e l'abbassamento continuo del linguaggio, tipico di questa antica tecnica, giunta fino al XIV secolo sotto tale forma, ovvero linguaggio innalzabile a seconda delle situazioni, un concetto non proprio analogo all'originario spudaiogeloion. La modalità con cui Dante elabora il serio-faceto è chiara; lo stile comico è l'alternanza di sublime e comico e utilizza anche suoni, parole e intere frasi onomatopeiche, grottesche, fanciullesche ("il pappo e il dindi"), dai suoni aspri (Pape Satàn, pape Satàn aleppe, If. VII, 1), per aprirsi poi a disquisizioni filosofiche, argomenti teologici, richiami alla classicità, lodi a Dio, non solo da cantica a cantica, ma anche all'interno degli stessi canti, indipendentemente dal regno trattato.

#### Dal Boccaccio alle opere moderne
Con un'accezione simile a quella utilizzata da Dante, e con toni già diversi da quelli antichi, il serio-faceto è presente anche nel Boccaccio; non per niente la sua più nota opera è stata anche definita "Commedia umana" (anche se naturalmente non in riferimento allo spudaiogeloion, ma anche questo è un elemento di cui tener conto).
Lo spudaiogeloion come stile vero e proprio può considerarsi esaurito con la letteratura medievale, anche se il cosiddetto serio-faceto caratterizzerà ancora molte opere, distanti, tuttavia, dalla forte impronta stilistica attribuita a questa tecnica nel mondo antico.
Opere moderne di vario tipo (ed è da sottolineare la grande importanza ottenuta poi nel genere romanzo) utilizzano certamente il serio-faceto, anche se nell'accezione contemporanea del termine.